# Курнаевка (Волгоградская область)
Курна́евка — село в Старополтавском районе Волгоградской области России, административный центр Курнаевского сельского поселения.

## История
Первоначально известно как хутор Курнаев. Хутор относился к Новоузенскому уезду Самарской губернии. Согласно Списку населённых мест Самарской губернии 1910 года Карнаевка относилась к Иловатской волости, село населяли бывшие государственные крестьяне, преимущественно русские и малороссы, православные, всего 763 мужчины и 723 женщины, в селе имелись церковь, земская и церковно-приходская школы, 1 паровая и 3 ветряных мельниц, маслобойня, по средам организовывались базары, проводились ярмарки
В 1920-х включено в состав Ровенского кантона АССР немцев Поволжья (с 1927 года — Зельманский кантон). С 1935 года в составе Иловатского кантона.
28 августа 1941 года был издан Указ Президиума ВС СССР о переселении немцев, проживающих в районах Поволжья. После ликвидации АССР немцев Поволжья село включено в составе Иловатского района отошло к Сталинградской области.
Согласно Решению Исполнительных комитетов Волгоградского областного (промышленного) и (сельского) Советов депутатов трудящихся от 7 февраля 1963 года № 3/55 «Об укрупнении сельских районов и изменении подчиненности районов и городов Волгоградской области» Иловатский район полностью вошел в состав Николаевского района. С 1964 года село включено в состав Старополтавского района.

## География
Село расположено в Заволжско-Казахстанской степной провинции в зоне типчаково-ковыльных степей, на берегу р. Волги. На территории Курнаевского, Беляевского и Новотихоновского сельсоветов расположены три тюльпанных луга общей площадью 628 га, отнесены к особо охраняемым территориям, где растут тюльпаны Шренка. В 8 километрах к юго-востоку от села расположен памятник природы регионального значения — Курнаевский тюльпанный луг.
Улицы: Волжская, Горная, Зелёная, Колхозная, Мира, Молодёжная, Набережная, Первомайская, Победы, Степная, 1-я Центральная, 2-я Центральная, Школьная, Южная. Переулки: Волжский, Школьный.

## Население
Динамика численности населения по годам:
| 1859 | 1889 | 1897 | 1910 | 1987 | 2002 |
| ---- | ---- | ---- | ---- | ---- | ---- |
| 455  | 1110 | 1421 | 1486 | ≈420 | 853  |

| 2010 | 2012 | 2013 | 2014 | 2015 | 2016 | 2017 |
| ---- | ---- | ---- | ---- | ---- | ---- | ---- |
| 666  | ↘649 | ↘638 | ↘629 | ↘625 | ↘621 | ↘603 |
| 2018 | 2019 | 2020 | 2021 |      |      |      |
| ↘583 | ↘574 | ↘565 | ↘555 |      |      |      |

## Экономика
В Курнаевке функционирует школа. Колхоз ,,СПК Восход" полностью развалился.